# 日本教育
在日本的教育體制中，初等教育和部分中等教育是強制性的。大部分學生在小学校和中學校(國民中學)階段就讀於公立學校，但是到了高等學校(高中)之後，私立學校成為主流。
在小學校以前的教育有選擇性就讀的幼稚園和デイケア(托兒所)；托兒所的服務對象是零歲到五歲的兒童，幼稚園的服務對象是三歲到五歲的兒童。每間托兒所和幼稚園的教育訴求都不相同，有些是為了準備私立小學校入學考試，有些只是單純提供嬰孩玩耍遊戲的空間。從小學校到高等教育機構，學年都是從每年四月開始、三月結束；從八月開始會有一段暑假，在年底時會有寒假。在經濟合作暨發展組織(OECD)的教育排名中，日本學生長年在閱讀理解、數學、科學項目中名列前茅:在國際學生能力評估計劃(PISA)中，日本學生歷年的平均成績在此三科目皆達到540分 。從歷史上來看，日本人普遍較高的教育背景和社會大眾對於教育的重視被視為戰後日本經濟成長的主要動力之一。但是，儘管在日本，每位學生分配到的教育資源遠超過其他OECD會員國，日本政府的教育預算佔GDP的比例卻比OECD會員國平均還低。不僅如此，教育產業總體分配到的GDP比重也偏低，在2015年時，教育佔日本GDP的比例只有3.5%，相較之下OECD會員國平均為4.7%。2014年的統計資料顯示，日本25至64歲人民中，受過高等教育的比例為48%，世界第四；在擁有碩士學位的比例上，僅次於南韓。高校畢業生中，繼續升學的比例佔了75.9%。
在日本，教育是個重要的課題。現今日本的教育體系奠基於憲法與《教育基本法》，並由文部科學省負責統籌。一般有三種類型的教育可供選擇：進入公立學校接受義務教育、進入私立學校接受義務教育，或是到不合文部科學省標準的私立學校。日本實行小學校6年、中學校3年的義務教育，大部分學生在接受完義務教育後還會繼續進入高等學校就讀。
雖然日本的義務教育年限只有小學及中學校（初級中學）的9年，仍有超過90%的學生會進入高等學校（高級中學）就讀。超過250萬的學生會進入大學或學院深造。2010年高等學校（高級中學）就學率為98%，位列全球第一，大學就學率也高達45.5%。在過去，進入高等教育被描述成「地獄般的」和「戰爭般的」。然而由於近年來日本出生率的下降，適齡學童越來越少，這個現象開始改變。現在學校開始競爭努力招收新生。不過，某些學生仍然在正常課程之外，被送進補習班學習。

## 日本教育史

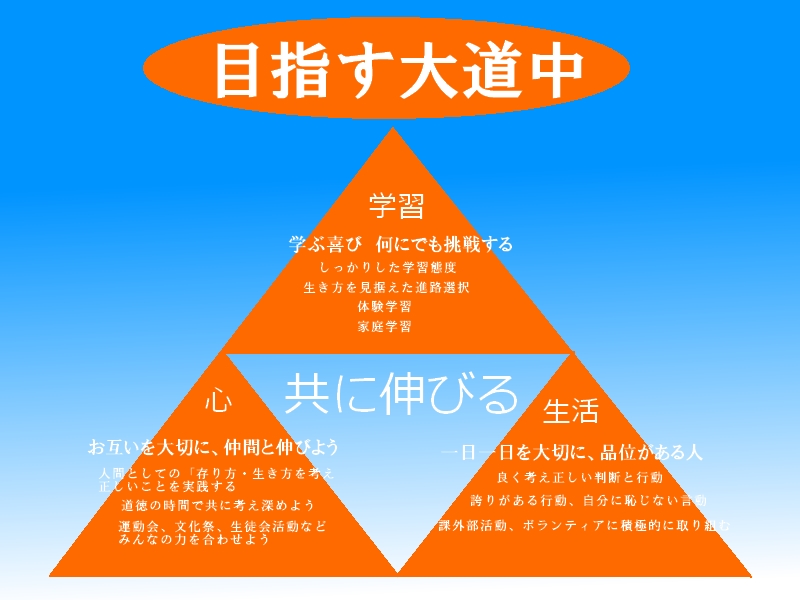
昭和日本教育指南

日本的教育制度起始於701年（大寶元年）頒布的《大寶律令》，起初僅止於貴族及武士階級，但在江戶時代開始擴大到一般平民。歐洲列強勢力在19世紀來到日本時相當驚訝，因為當時日本人有相當高的教育和大眾文化，而歐洲人認為沒有工業革命這一切不可能存在。當時估計男子識字率達到50%，而女子也達到20%，在大城市例如江戶和大坂更高，遠高於許多當時國家。寺廟和神社為每個人提供閱讀、寫字和算術課程，其中扮演重要角色的為18世紀開始興起的「寺子屋」。武士階級則有他們自己的學校來學習。老師們大多不領薪水，却受到很好的尊重。當時估計日本有14,000間學校和750,000名學生。這種普及、公立的教育制度很大程度上協助了明治維新後教育的歐化。
女性教育問題在平安時代就是重要課題。在戰國時代，情況開始明朗，女子可以接受教育，因為如果她們的丈夫戰死，她們就要幫忙保衛家園。佛教和神道教的看法也有幫助，因為它們並不輕視女性，而且待她們平等。日本第一部小說《源氏物語》的作者紫式部，就是一位在平安時代受高等教育的女性。
第二次世界大战之后，日本陆续开始普及6年小学、3年中學校（國民中學）的9年制义务教育。1970年代，高等學校（高中）教育普及化，直到20世纪末，大学教育也开始逐步普及。21世纪来，日本将教育大众化逐步迈向重点发展研究生教育，目標是要把研究生的人数從20世纪末的10万翻增加至20万。
1972年（昭和47年），日本教職員組合（簡稱「日教組」，為日本全國教師組成的工會）提出「寬鬆教育」、以及學校全面週休二日的「學校週5日制」改革思維。1980年（昭和55年）度起實施邁向寬鬆教育路線刪減學習內容、授課時數；在第2次中曾根內閣下成立的臨時教育審議會（臨教審）著手寬裕教育的方針，1989年全面修改學習指導要領啟動，1992年廢除小學第1學年、第2學年的理科、社會，而新增教科生活。
然而寬鬆教育的問題從2002年開始浮現，2004年國際學生學習評量（PISA2003、TIMSS2003）結果出爐，日本學生的分數低落成為問題。時任文部科學大臣中山成彬要求中央教育審議會重新審視學習指導要領 。在寬裕教育環境下成長的「寬鬆世代」開始成為社會輿論關注的重點，因為寬裕教育所帶來的教育改革並沒有讓日本學生的創新能力明顯提高，反而各種學習成果大幅下降。2008年（平成20年），文部科學省公布新學習指導要領方案，從2011年起逐步捨棄小學、中學的寬裕教育措施，僅有學校週5日制繼續保留。

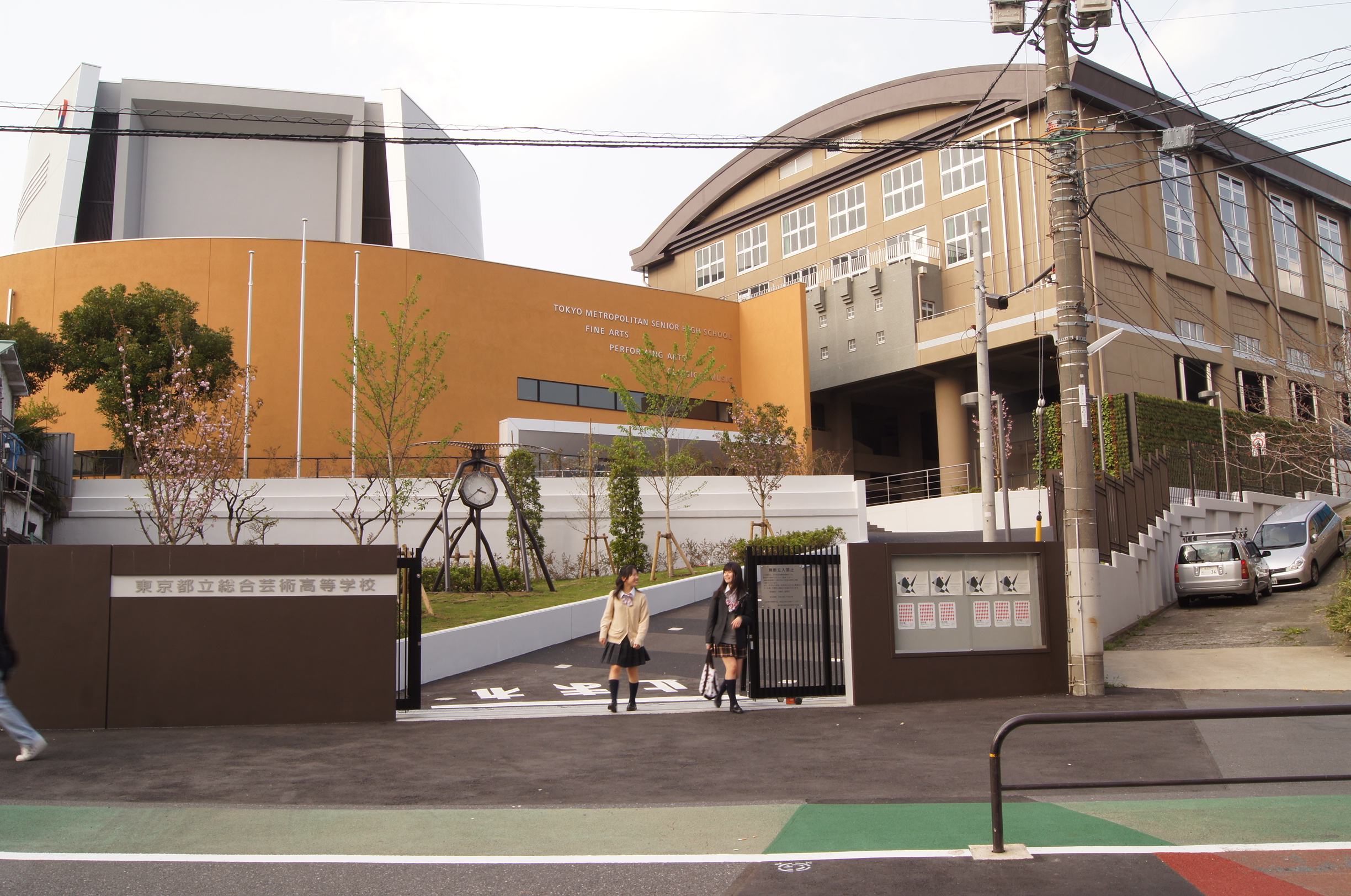
東京都立綜合藝術高校

国民终身教育是21世纪日本教育的新亮点，公民馆、图书馆、博物馆等公共教育文化体系已经遍布日本全國各地。截至2006年，日本有青少年活动中心1,320个，公民馆17,143个，博物馆1,196个和公共图书馆2,979个。

## 學制與教育系統
| 27   | 大學院 博士課程 |                   |                   |            |                   |               |                                 | 21   |
| 26   | 大學院 博士課程 | 20                |                   |            |                   |               |                                 |      |
| 25   | 大學院 博士課程 | 19                |                   |            |                   |               |                                 |      |
| 24   | 大學院 碩士課程 | 18                |                   |            |                   |               |                                 |      |
| 23   | 大學院 碩士課程 | 17                |                   |            |                   |               |                                 |      |
| 22   | 大學            | 專修學校 專門課程 | 專修學校 一般課程 | 各種學校   | 16                |               |                                 |      |
| 21   | 大學            | 專修學校 專門課程 | 專修學校 一般課程 | 各種學校   | 短期大學          | 15            |                                 |      |
| 20   | 大學            | 專修學校 專門課程 | 專修學校 一般課程 | 各種學校   | 短期大學          | 高等 專門學校 | 14                              |      |
| 19   | 大學            | 專修學校 專門課程 | 專修學校 一般課程 | 各種學校   | 短期大學          | 高等 專門學校 | 13                              |      |
| 18   | 高等學校        | 高等學校          | 專修學校 一般課程 | 各種學校   | 專修學校 高等課程 | 高等 專門學校 | 高等特殊學校 （盲/聾/養護學校） | 12   |
| 17   | 高等學校        | 高等學校          | 專修學校 一般課程 | 各種學校   | 專修學校 高等課程 | 高等 專門學校 | 高等特殊學校 （盲/聾/養護學校） | 11   |
| 16   | 高等學校        | 高等學校          | 專修學校 一般課程 | 各種學校   | 專修學校 高等課程 | 高等 專門學校 | 高等特殊學校 （盲/聾/養護學校） | 10   |
| 15   | 中學校          | 中學校            | 中學校            | 中學校     | 中學校            | 中學校        | 中等特殊學校 （盲/聾/養護學校） | 9    |
| 14   | 中學校          | 中學校            | 中學校            | 中學校     | 中學校            | 中學校        | 中等特殊學校 （盲/聾/養護學校） | 8    |
| 13   | 中學校          | 中學校            | 中學校            | 中學校     | 中學校            | 中學校        | 中等特殊學校 （盲/聾/養護學校） | 7    |
| 12   | 小學校          | 小學校            | 小學校            | 小學校     | 小學校            | 小學校        | 初等特殊學校 （盲/聾/養護學校） | 6    |
| 11   | 小學校          | 小學校            | 小學校            | 小學校     | 小學校            | 小學校        | 初等特殊學校 （盲/聾/養護學校） | 5    |
| 10   | 小學校          | 小學校            | 小學校            | 小學校     | 小學校            | 小學校        | 初等特殊學校 （盲/聾/養護學校） | 4    |
| 9    | 小學校          | 小學校            | 小學校            | 小學校     | 小學校            | 小學校        | 初等特殊學校 （盲/聾/養護學校） | 3    |
| 8    | 小學校          | 小學校            | 小學校            | 小學校     | 小學校            | 小學校        | 初等特殊學校 （盲/聾/養護學校） | 2    |
| 7    | 小學校          | 小學校            | 小學校            | 小學校     | 小學校            | 小學校        | 初等特殊學校 （盲/聾/養護學校） | 1    |
| 6    | 幼稚園          | 幼稚園            | 幼稚園            | 幼稚園     | 幼稚園            | 幼稚園        | 幼稚特殊學校 （盲/聾/養護學校） |      |
| 5    | 幼稚園          | 幼稚園            | 幼稚園            | 幼稚園     | 幼稚園            | 幼稚園        | 幼稚特殊學校 （盲/聾/養護學校） |      |
| 4    | 幼稚園          | 幼稚園            | 幼稚園            | 幼稚園     | 幼稚園            | 幼稚園        | 幼稚特殊學校 （盲/聾/養護學校） |      |
| 3    | 幼稚園          | 幼稚園            | 幼稚園            | 幼稚園     | 幼稚園            | 幼稚園        | 幼稚特殊學校 （盲/聾/養護學校） |      |
| 年齡 | 非特殊教育      | 非特殊教育        | 非特殊教育        | 非特殊教育 | 非特殊教育        | 非特殊教育    | 特殊教育                        | 學齡 |

## 目前概況
目前日本教育主要劃分以下三個階段，分別為小學校（6年教育，7-12歲學生入讀）、中學校（3年教育，13-15歲學生入讀）、高等學校（3年教育，16-18歲學生入讀）。

### 義務教育

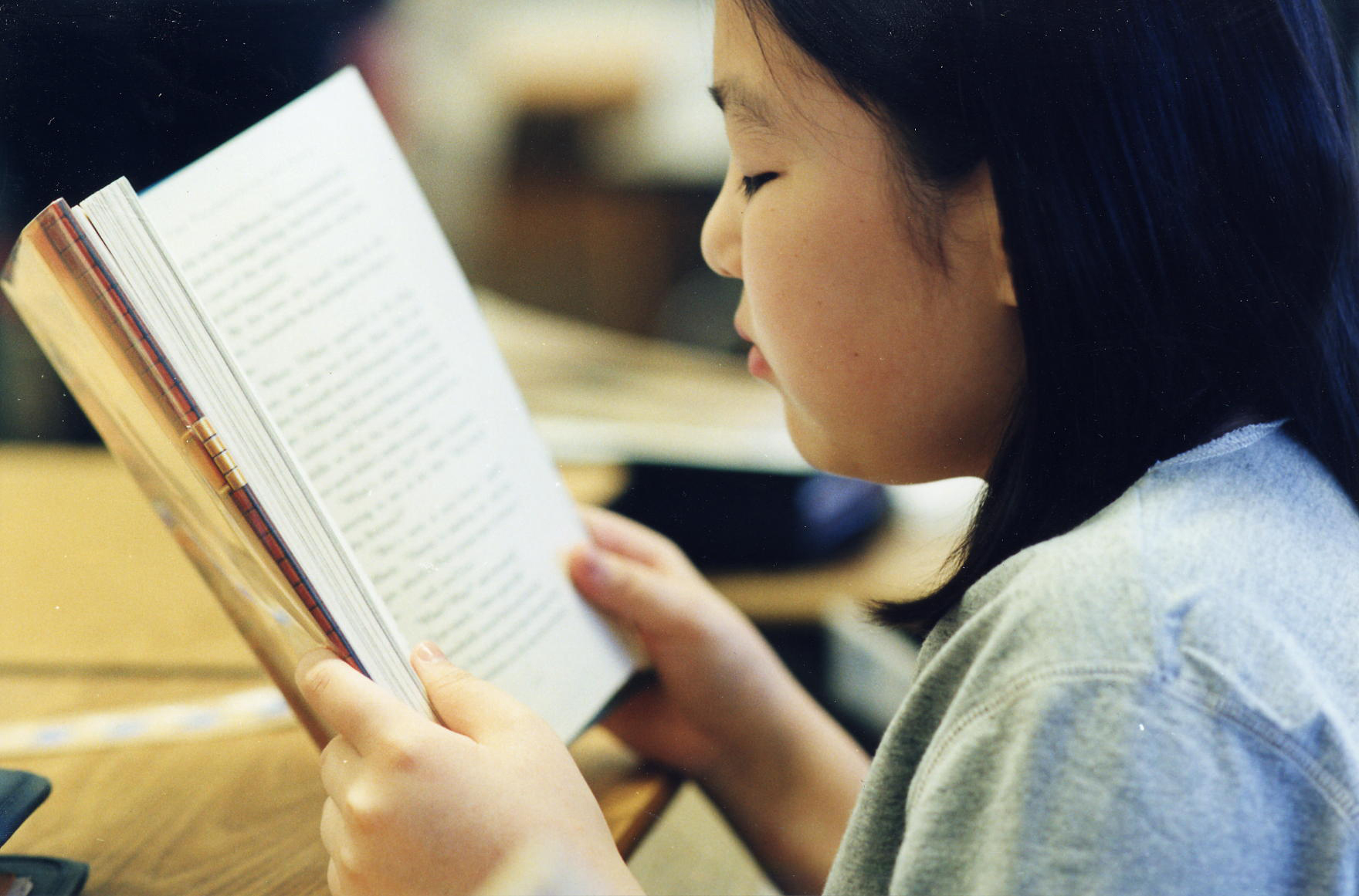
日本一個小學生

在這個階段的第一級至第九級的教育是日本義務教育。每個學年度由每年的4月1日開始，下年3月31日結束。每個學期之間都會有假期。日本的學生以前星期一至五全日上課，星期六上半日課；不過，這制度由2002年起全面取消。不少老師仍在週末上班，他們亦必須在暑假（通常是8月）工作。根據法律規定，每個學年最少有210日為上課日，但是大多數公立學校會撥出大約30日，作為學校節日、運動會和非學術上的儀式（特別是一些鼓勵合作和學校精神的儀式）。扣除這些活動和星期六半日上課的日數後，上課教學的時間每年約有195日。
在義務教育階段中，教科書由政府免費發放。每隔三年，學校會從文部省事先擬好的教育用書清冊中選取新的用書，這些用書包括教科書、政府出版品和其他經過認可的書籍。教科書運送到公私立學校的費用由文部省負責。日本教科書體積小，易於攜帶，是學生的財產。
日本人對教育（特別是強制教育）抱有幾個重要信念。他們認為所有學生有能力學習知識，學生的努力、堅持不懈、自律能力及非學術上的能力是決定學生的學業成就。這些學習及行為習慣是能夠通過講課及訓練而學回來的。所以，小學及初中學生不是根據他們的能力而編班授課，也不是適應各學生的差異。
全國性的學習範圍讓學生得到均衡和基本的教育。強制教育讓學生得到一個同等學習的機會，而各學校的財政分配是相對性相同的。不過，這種制度被評為缺乏彈性、缺乏理解學生的特別需要和興趣。日本教育在80年代進行了改革，新制度特別強調彈性、創意、表現自己的機會，但只是有很少的進展。批判性思考不是日本教育制度中最重要的概念。學生一般要求背誦測驗內容，所以學生高分的原因並不能反映他們的真實能力水準。
由於學生只修讀某個程度的課程，有天資和有學習障礙的學生會被忽略。例如：一位母語為英語的學生會自動分配到適合他/她程度的英文班。一位不懂初中一年級數學的初中三學生亦需要學習以他能力以下的數學。學校原則上不會開辦輔導和精英班去迎合個人需要。在極端的情況下，有開發問題的學生會被編入普通班裡，但老師缺乏參加針對這些學生的訓練。
造成這個問題的原因是家長不敢承認自己的子女有特別需要。在美國，大多數地區設有專門及技能學校給一些有嚴重殘障的學生就讀。在這情況下，每一位學生會由一位老師或看護者從旁協助。當這些學校為這些學生提供較好的服務，成人服務正面臨財政困難的危機。

### 高中教育

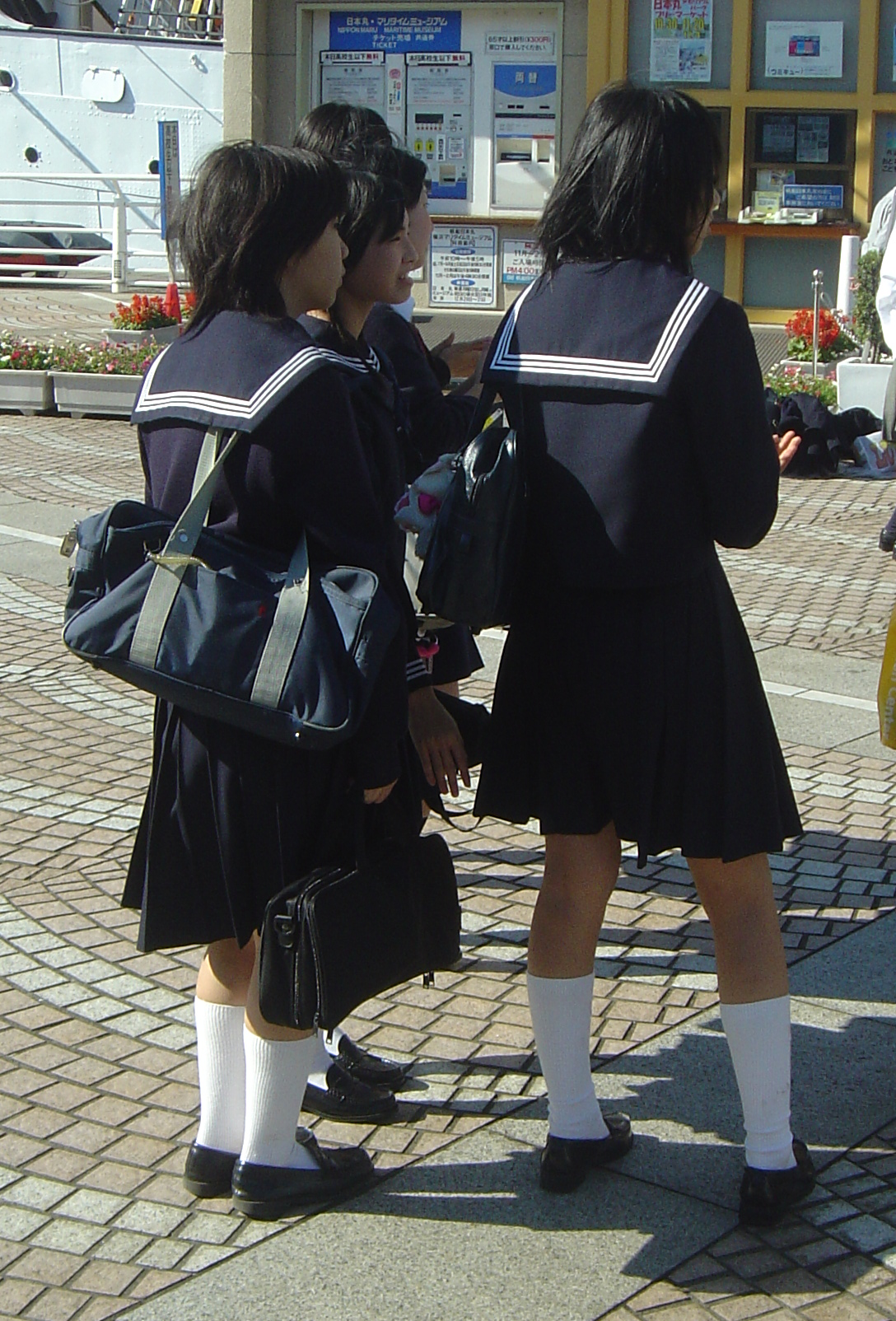
日本女高中生制服

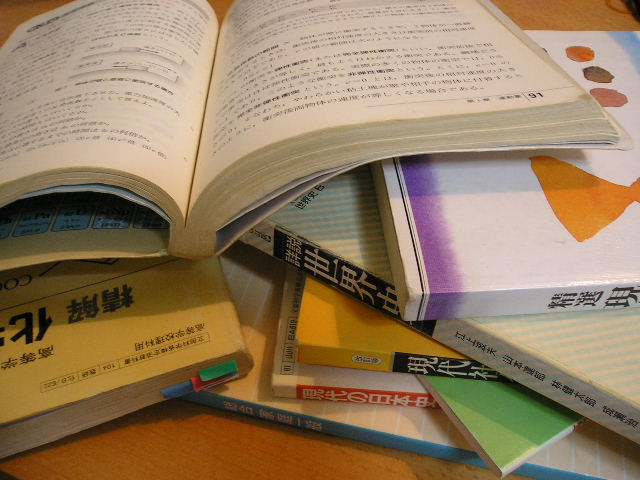
日本高中的主要科目

在日本的高中，必修學科如下：國語（日本語）、數學（小學科目為算數）、生活（自然科學）、社會（公民、地理、歷史）、理科 （科學）、外國語（英語）、體育、保健體育、技術、家庭（設計、工藝、家政）、圖畫工作、藝術、音樂、情報（資訊科技）。

### 高等教育
|                      | 男    | 女    | 計    |
| -------------------- | ----- | ----- | ----- |
| 人文・藝術           | 10.1% | 25.9% | 17.2% |
| 法律・經濟           | 38.8% | 24.2% | 32.2% |
| 理学                 | 4.0%  | 1.7%  | 3.0%  |
| 工学                 | 24.5% | 4.0%  | 15.3% |
| 農学                 | 2.9%  | 2.7%  | 2.8%  |
| 医・齒・藥・看・保健 | 8.0%  | 14.4% | 10.9% |
| 教育・教員養成       | 5.1%  | 12.3% | 8.4%  |
| 家政                 | 0.5%  | 7.2%  | 3.5%  |
| 其他                 | 6.0%  | 7.6%  | 6.7%  |

日本的高等教育機關主要有大學、短期大學、專門學校、高等專門學校、研究所(大學院)。
日本於 1977 年 5 月正式成立大學入試中心（國家考試中心），為國立大學統一考試實施機關。從 1990 年開始實施大學入試中心測驗，也就是第一次考試，是由獨立行政法人大學入試
中心統一舉辦之測試，考試由大學入學考試中心根據日本文部省制定的《高中教學大綱》命題，考試並不分文理科。其目的為判定考生是否具有大學基本學習之能力。與臺灣、中國大陸的統一考試分發制度不同，有意升讀大學的學生並非必須參加該考試，日本的考生也可以按學校的要求，再參加各大學自辦的單獨招生進行之第二次考試，目的為考核學生是否具備各學部所需之性向與特長。部分學校會以最後以兩次測驗的成績綜合計算來判定考生之入學成績，例如第一次與第二次成績以 1:4的比例計算。除此以外，也有不少大學實施單獨招生(綜合型選拔和推薦入學等)，只須學生參加但大學自行舉辦的入學考核，部分為筆試，部分為小論文和面試，他們一般不需參加公開考試。日本大學制度為四年制，畢業生具備學士資格。短期大學(短大)通常為兩年制，畢業生獲得準學士資格，並可以申請升讀大學三年級。
根據英國泰晤士高等教育的評鑑結果，日本最頂尖的大學為東京大學和京都大學。在2009年的QS亞洲大學排名前20名中，日本入圍的大學包括東京大學(第5名)、大阪大學(第7名)、京都大學(第8名)、東北大學(第9名)、名古屋大學(第10名)、東京工業大学(第11名)、九州大學(第17名)、筑波大學(第20名)。除此之外，2011年泰晤士高等教育－QS亞洲大學排名前100名內，日本大學佔了33校。

### 國際教育
在2016年時，日本國內有30至40所國際學校。許多幼稚園或許或宣稱自己為「國際學校」、「雙語學校」，但是其本質上仍然為日本一般學校，這些「國際雙語學校」常以外籍教師授課為誘因招生。

## 設備

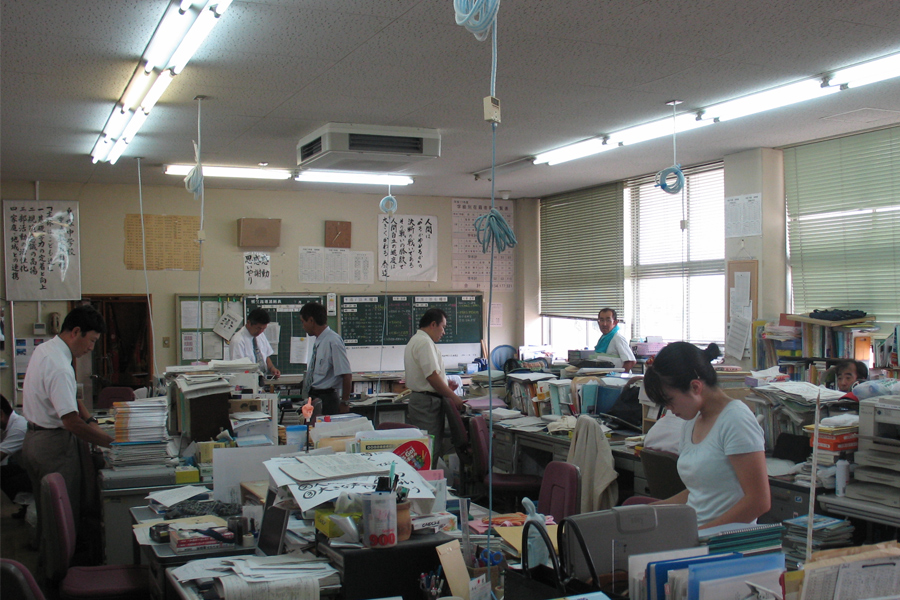
一間日本教師的辦公室

日本的學校皆有配設校園護理站，作為學生傷病時的第一時間對策中心。除此之外，與臺灣、中國大陸相仿，日本的小學校幾乎都有戶外操場，不過中學校、高校則不一定。大約90%學校有健身室，75%學校有戶外游泳池。

## 問題點

### 外籍子女就學問題
历史上日本并没有大规模的外国人流入，针对外国儿童的教育体制不能说很完善。近年来随着外国人在日本定居化的进展，在公立学校因为生活习惯的不同产生了较大的问题。而不怎么说日语的外国孩子也不少。并且，因为生活习惯与母国不同而产生厌学心理，不去学校上课，加上国际学校的学费较高，导致有些孩子成为不上学的问题儿童。雖然父母親為外籍人士的幼童可享有接受義務教育的豁免权，但是他们可以向當地學校提出入學要求。

## 外部連結
- 學校系統圖（日語）
- 日本文部科學省（日語）
- 中日高等教育信息